# Bitwa pod Adaną (1486)
Bitwa pod Adaną – dwie bitwy, stoczone w krótkich odstępach czasu w 1486 roku, w trakcie walk Osmanów z mamelukami, zakończone mameluckimi zwycięstwami. 
W roku 1485 sułtan Bajazyd II, zabezpieczywszy północne flanki swego państwa, kontynuował imperialną ekspansję na południe, gdzie załamywały się buforowe państwa między Osmanami a Mamelukami. Kajtbaj, mamelucki władca Egiptu, wysłał w końcu 1484 roku poselstwa z propozycją przyjaźni, lecz zostały one zignorowane, a armie osmańskie, złożone z jednostek prowincjonalnych, zdobyły w 1485 Cylicję. W czerwcu 1485 wojska osmańskie maszerowały na Tars i Sis. Kajtbaj wysłał wówczas przeciw nim armię złożoną z 3000 mameluków oraz znacznej liczby wojsk sojuszniczych pod dowództwem Uzbeka min-Tutukha. Po drodze siły te wzmocnione zostały wojskami turkmeńskimi z Anatolii. 
Nazbyt pewni siebie dowódcy tureccy ponieśli pod Adaną poważną porażkę 9 lutego 1486 roku. Na wieść o klęsce, Bajazyd wysłał kolejną ekspedycję, w której oddziały prowincjonalne wsparte były przez niewielki oddział janczarów. Do decydującej bitwy doszło w 15 marca 1486 pod Adaną. Armia osmańska poniosła klęskę, tracąc 40 000 ludzi. W ręce zwycięzców dostał się dowódca osmański Ibn Hersek oraz wiele sztandarów. Głowy dwustu wyższych oficerów armii osmańskiej Uzbek na znak zwycięstwa wysłał sędziwemu sułtanowi Kajtbajowi do Kairu.
Klęska była poważnym ciosem w prestiż wojskowy imperium osmańskiego. Niemniej posiadało ono dużo większe zasoby, a jego organizacja umożliwiała łatwiejsze odbudowanie sił, niż w przypadku mameluków. Dlatego Bajazyd w następnym roku wysłał kolejną wyprawę, co doprowadziło do kolejnej bitwy pod Adaną, w 1488 roku.